# Osogovo Bay
Die Osogovo Bay (englisch; bulgarisch залив Осогово saliw Osogowo) ist eine Bucht im Archipel der Südlichen Shetlandinseln. Sie wird begrenzt durch die Südküste von Rugged Island, durch Astor Island und die Westküste der Byers-Halbinsel südlich des Laager Point im Westen der Livingston-Insel. Ihre südwestliche Einfahrt liegt zwischen dem Benson Point von Rugged Island und dem Devils Point der Livingston-Insel. Nach Norden geht sie ab Astor Island in die Bucht New Plymouth über. 
Die bulgarische Kommission für Antarktische Geographische Namen benannte sie 2005 nach dem Osogowogebirge im Westen Bulgariens.